# Wolfgang Distler
Wolfgang Distler (* 16. Dezember 1945 in Köln; † 26. Juli 2014 in Dresden) war ein deutscher Mediziner für Frauenheilkunde und Geburtshilfe mit Schwerpunkt Endokrinologie.

## Leben
Distler studierte von 1966 bis 1971 Humanmedizin an den Universitäten Köln und Düsseldorf. Nach ärztlicher Prüfung und Promotion 1972 wurde er 1973 in Düsseldorf approbiert.
1974 absolvierte er eine klinisch-endokrinologische Ausbildung unter Hans-Ludwig Krüskemper und Horst Zimmermann an der Medizinischen Klinik der Universität Düsseldorf. 1975 war er ein Jahr Fellow an der Abteilung für Reproduction and Endocrinology am Women’s Hospital der University of Southern California, Los Angeles, USA. 1981 erlangte er die Facharztanerkennung für Frauenheilkunde und Geburtshilfe. 1982 schrieb er seine Habilitation mit dem Titel „Endokrinologische Untersuchungen und perinatologische Bedeutung der fetoplazentaren Funktion“. 1985 wurde er zum Universitätsprofessor (C2) ernannt. Von 1991 bis 1994 leitete er am Elisabeth-Krankenhaus Mönchengladbach-Rheydt die Frauenklinik. 1994 wurde er nach Dresden auf den Lehrstuhl für Frauenheilkunde und Geburtshilfe der Technischen Universität berufen. Von 2007 bis 2011 war er erster Präsident der Mitteldeutschen Gesellschaft für Frauenheilkunde und Geburtshilfe. Am 26. Juli 2014 starb er nach kurzer, schwerer Krankheit.
Forschungsschwerpunkt Distlers waren endokrine Therapiemaßnahmen beim Mammakarzinom.

## Ehrungen
- 2011: Loder-Medaille

## Schriften
- Schmerzhäufigkeit beim Morbus Baastrup. Diss., Düsseldorf 1971.
- Endokrinologische Untersuchungen und perinatologische Bedeutung der fetoplazentaren Funktion. Habil., 1981.
- Serum-Östriol zur Überwachung der Risikoschwangerschaft. Thieme, Stuttgart/New York 1983, ISBN 978-3-13-649701-2.
- (mit Norbert Hofmann (Hrsg.)): Fertilitätsstörungen. Aktuelle Grundlagen, Diagnostik u. Therapie in d. Gynäkologie u. Andrologie. Thieme, Stuttgart/New York 1985, ISBN 978-3-13-668401-6.
- (mit Hans Georg Bender (Hrsg.)): Der Beckenboden der Frau. Springer Verlag, 1992, ISBN 3540547053
- (mit Axel Riehn): Notfälle in Gynäkologie und Geburtshilfe. 3. Aufl., Springer, Berlin/Heidelberg 2012, ISBN 	978-3-642-25095-8.

Distler war Mitherausgeber der Zeitschrift Der Gynäkologe.